# 科溫 (印地安納州亨利縣)
科溫（英語：Corwin）是位於美國印地安納州亨利縣的一個非建制地區。該地的面積和人口皆未知。